# SBS F!L UHD
SBS F!L UHD(SBS 필 유에이치디)는 SBS 미디어넷이 운영하는 대한민국의 케이블 및 위성 UHD 텔레비전 채널이다.

## 개요
드라마, 예능, 교양, 스포츠 등 다채로운 UHD 콘텐츠 시청자들에게 제공하여 기쁨을 전하는 고화질 콘텐츠 전문 채널입니다.
드라마부터 예능, 음악까지 다양한 즐거움을 제공하는 SBS미디어넷의 자체제작 콘텐츠와 프리다이빙, 스노우보딩, 패러글라이딩 등 대자연을 배경으로 인간의 한계를 시험하는 익스트림 스포츠, 그리고 전 세계 골퍼들을 열광시킬 최고의 대회 <마스터스>까지 다양한 스포츠 콘텐츠를 최고의 화질로 만나 볼 수 있는 유일한 채널 SBS FiL UHD.

## 채널 이름 및 로고 변천사

### 채널 이름
- 2016년 8월 1일 ~ 2019년 9월 30일: SBS Plus UHD
- 2019년 10월 1일 ~ 현재: SBS F!L UHD

## 특이 사항
채널명의 텍스트 표기에 있어서 SBS FiL과 마찬가지로 느낌표를 사용한 'SBS F!L UHD'와 알파벳 소문자 i를 사용한 'SBS FiL UHD'를 혼용한다.
본 채널인 SBS FiL이 2024년 12월 2일부로 SBS LIFE로 변경했지만 이 채널은 그대로 유지된다. SBS FiL은 UHD 콘텐츠 위주로 계속 이어나갈 것으로 보인다.